# Attalea hoehnei
Attalea hoehnei är en enhjärtbladig växtart som beskrevs av Karl Ewald Maximilian Burret. Attalea hoehnei ingår i släktet Attalea och familjen Arecaceae. Inga underarter finns listade i Catalogue of Life.